# Jaylin Williams
Jaylin Williams (ur. 29 czerwca 2002 w Fort Smith) – amerykański koszykarz, występujący na pozycji silnego skrzydłowego, obecnie zawodnik zespołu Oklahoma City Thunder.
W 2020 został wybrany najlepszych koszykarzem szkół średnich stanu Arkansas (Arkansas Gatorade Player of the Year).

## Osiągnięcia
Stan na 22 stycznia 2023, na podstawie, o ile nie zaznaczono inaczej.

### NCAA
- Uczestnik rozgrywek Elite 8 turnieju NCAA (2021, 2022)
- Zaliczony do:
  - I składu:
    - konferencji Southeastern (SEC – 2022)
    - defensywnego SEC (2022)
    - turnieju NCAA West Regional (2022)

  - składu:
    - SEC Winter Academic Honor Roll (2022)
    - SEC Fall Academic Honor Roll (2020, 2021)
    - SEC Spring Academic Honor Roll (2021)
    - SEC First-Year Academic Honor Roll (2021)
- Zawodnik tygodnia SEC (24.01.2022, 21.02.2022)